# ガートルード・ヴァンダービルト・ホイットニー
ガートルード・ヴァンダービルト・ホイットニー （Gertrude Vanderbilt Whitney, 1875年1月9日-1942年4月18日）は、アメリカの彫刻家。ヴァンダービルト家の一員で、ホイットニー美術館の創設者。

## 生涯
コーネリアス・ヴァンダービルト2世とその妻のアリス・クレイプール・グウィンの間の長女として、ニューヨークで生まれた。鉄道王コーネリアス1世の曾孫にあたる。家庭教師に教育を受け、21歳でハリー・ペイン・ホイットニーと結婚。夫は裕福な銀行家で、原油会社やタバコ会社の経営者の相続人でもあった。2人には1男2女が生まれた。1900年代初め、ガートルードはフランスを訪問して、モンマルトルとモンパルナスの芸術家たちの世界に足を踏み入れた。この時に、彫刻を始めた。ニューヨークに戻るとアート・ステューデンツ・リーグで学び、パリではオーギュスト・ロダンに彫刻を学んだ。彼女はグリニッジ・ヴィレッジとパッシーにスタジオをもうけ、彼女の作品は欧米の批評家から高い評価を受けた。
また、ありあまる富をバックにガートルードは芸術家たちのパトロンとなり、広告塔となった。1914年、夫と所有していたマンハッタンの資産の一つにホイットニー・スタジオ・クラブを開き、若い芸術家たちの作品を展示する場とした。これがホイットニー美術館の前身である。1931年から美術館に名前を変え、メトロポリタン美術館が彼女の25年にも及んで収集した現代美術のコレクションを寄付するという申し出を断ったことから、ガートルードは己の時間と金をつぎ込んで経営に宛てた。第一次世界大戦時には、フランスで病院を開設するなど、惜しみなく援助をおこなった。
1934年には、亡くなった弟レジナルドの10歳の娘グロリア・ローラ・ヴァンダービルトをめぐり、母親のグロリア・モーガン・ヴァンダービルトと養育権を法廷で争った。結局、ガートルードに軍配が上がり、グロリア・ローラは伯母に引き取られた。のちにグロリア・ローラの出した自伝によれば、伯母は学校に行く彼女に私立探偵をつけて監視したり（実母に取りかえされるのを恐れたという）、同じ部屋にいるグロリア・ローラに直接話しかけず、弁護士を通して話したという。1942年に亡くなり、ブロンクスのウッドローン墓地に葬られた。美術館運営は、長女フローラに引き継がれた。

## 作品
- Fountain of El Dorado - ペルー・リマ
- Aztec Fountain - ワシントンD.C.
- Women's Titanic Memorial - ワシントンDC

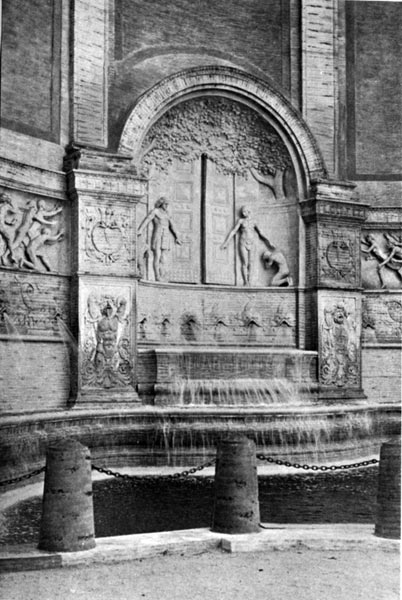
Fountain of El Dorado
Memorial to the men who perished on the Titanic
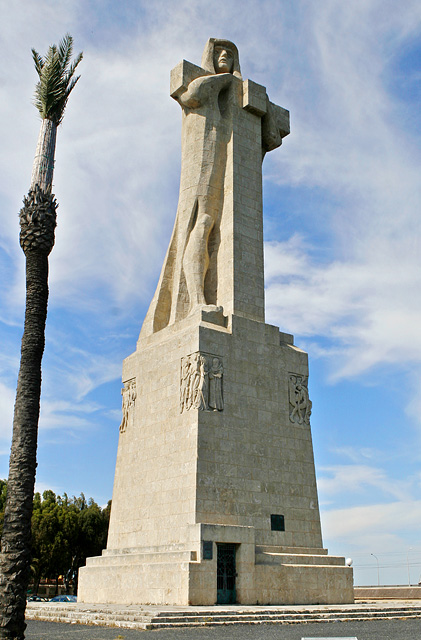
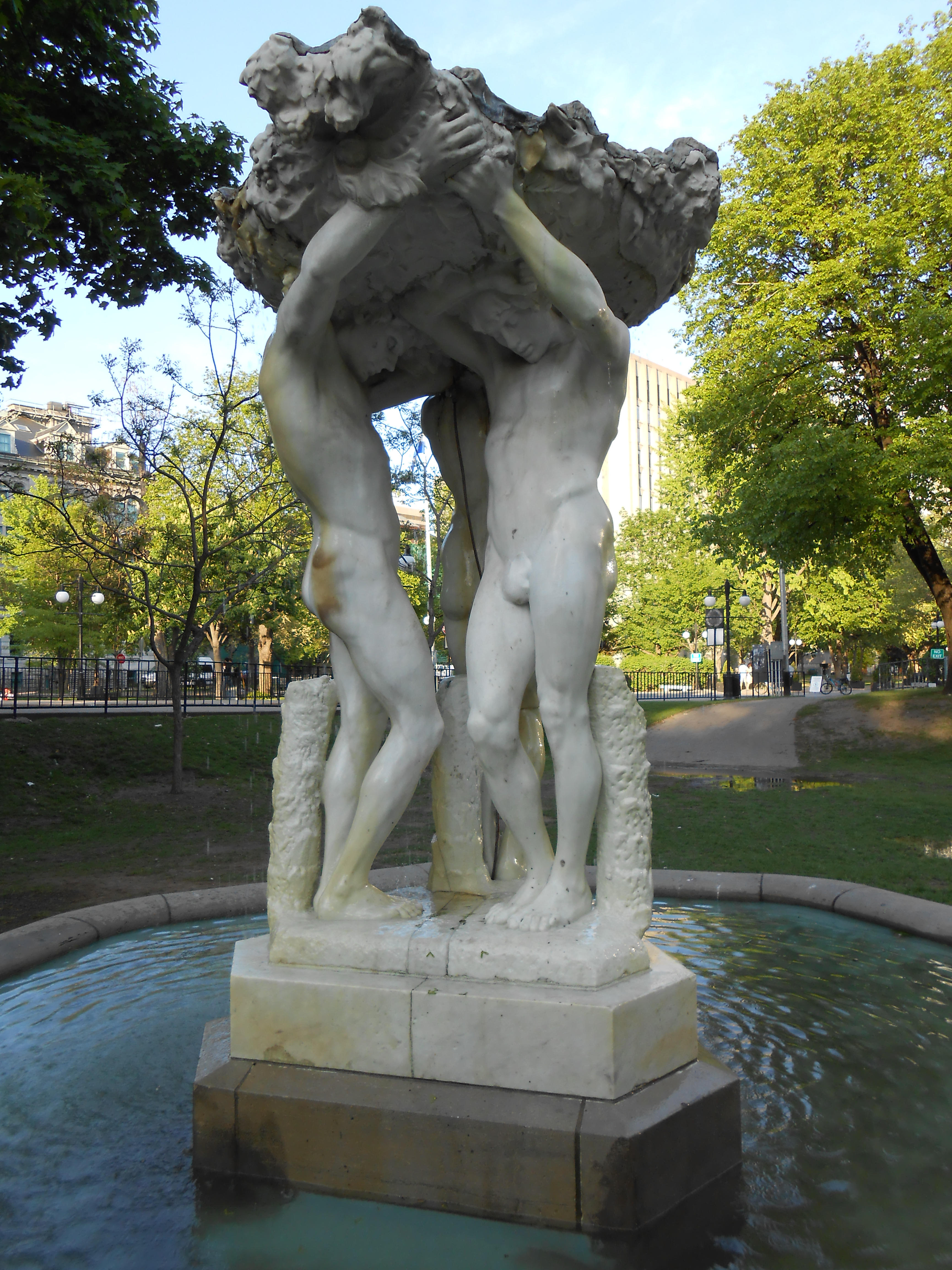